# Norsjö församling
Norsjö församling är en församling i Skellefte kontrakt i Luleå stift. Församlingen omfattar hela Norsjö kommun i Västerbottens län. Församlingen utgör ett eget pastorat.

## Administrativ historik
Församlingen bildades 1811 som kapellag i Skellefteå landsförsamling för att 1834 brytas ut som församling samtidigt som Jörns kapellag inrättades i församlingen.
Församlingen ingick till 1834 i pastorat med Skellefteå landsförsamling för att därefter till 1892 vara moderförsamling i pastoratet Norsjö och Jörn. Från 1892 utgör församlingen ett eget pastorat.

### Kyrkobokföringsdistrikt
Församlingen var från den 1 januari 1928 (enligt beslut den 23 september 1927) uppdelad i två kyrkobokföringsdistrikt: Norsjö västra kyrkobokföringsdistrikt samt Norsjö östra kyrkobokföringsdistrikt.
Enligt beslut den 12 maj 1933 ändrades namnen på kyrkobokföringsdistrikten från Norsjö västra kyrkobokföringsdistrikt till Norsjö kyrkobokföringsdistrikt (241702) samt Norsjö östra kyrkobokföringsdistrikt till Bastuträsks kyrkobokföringsdistrikt (241701).
Sveriges indelning i kyrkobokföringsdistrikt avskaffades den 1 juli 1991.

## Kyrkor
- Norsjö kyrka från 1917.
- Petiknäs kyrka från 1920, flyttad 1958
- Bastuträsks kyrka